# 개그투나잇의 종영된 코너
아래는 개그투나잇에서 종영된 코너들이다.
- 적반하장 (출연 : 이상철, 강재준, 이은형, 김성기 외) (2011.11.05. ~ 2012.05.05.)
- 하오&차오 (출연 : 손민혁, 서기원, 정세협, 김성기) (2011.11.05. ~ 2012.09.15.)
- 더 레드 (출연 : 홍현희, 임준빈, 김민제, 장유환) (2011.11.05. ~ 2012.11.24.)
- 그말만은 (출연 : 황영진, 장유환, 홍윤화) (2011.11.05. ~ 2012.03.24.)
- 나였으면 (출연 : 박광수, 류용현, 최은희, 구잘) (2011.11.05. ~ 2012.02.11.)
- 우리말 차이점 (출연 : 정현수, 구잘, 조상아, 박광수, 김병욱 외) (2011.11.05. ~ 2012.02.18.)
- 끝장드라마 (출연 : 이준형, 장홍제, 최은희, 박경림, 강구현, 정민규) (2011.11.05. ~ 2012.05.05.)
- 한사장 (출연 : 김민제, 한명진, 강구현, 김병욱) (2011.11.05. ~ 2012.01.07.)
- 홍도를 아십니까 (출연 : 김민기, 홍윤화) (2011.11.05. ~ 2011.11.19.)
- 한줄뉴스 (출연 : 박준형, 강성범) (2011.11.05. ~ 2011.11.12.)
- 투나잇 브리핑 (출연 : 박준형, 강성범) (2011.11.19. ~ 2012.04.28.)
- 체포왕 (출연 : 남태령, 김용명, 김건영) (2011.11.19. ~ 2011.11.19.)
- 홍여사 (출연 : 김민기, 홍윤화) (2011.11.26. ~ 2012.01.14.)
- 솔직한 가족 (출연 : 손명은, 정현수, 양귀비, 임준빈, 정용국, 김민수) (2011.11.05. ~ 2011.11.12.)
- 솔직한 사람들 (출연 : 정용국, 정현수, 김민수, 양귀비, 김수미) (2011.11.26. ~ 2011.11.26.)
- 영상물 심사위원회 (출연 : 안시우, 안정빈, 여주석, 김동욱 외) (2011.11.26. ~ 2012.03.10.)
- 최고의 직업 (출연 : 강성범, 장유환 외) (2011.12.10. ~ 2012.03.17.)
- 기억나니? (출연 : 박준형, 하박, 윤성한, 주성중, 한병준, 정세협 외) (2011.12.03. ~ 2012.03.03.)
- 소꿉놀이 (출연 : 김민, 남태령, 안정빈) (2012.01.28. ~ 2012.09.08.)
- 말하는 야옹이 (출연 : 홍동명, 정용국 외) (2012.01.28. ~ 2012.08.25.)
- 있다치고 (출연 : 강성범, 정현수, 이원석, 김정환) (2012.01.28. ~ 2012.02.11.)
- 미저리2012 (출연 : 김원구, 조상아 외) (2012.02.04. ~ 2012.11.17.)
- 연예패밀리 (출연 : 고은영, 송인호, 김승혜, 최기영, 홍현희, 이은형) (2012.02.25. ~ 2012.06.09.)
- 햄을 품은 달 (출연 : 홍윤화, 김민기, 이종규, 황영진) (2012.03.17. ~ 2012.05.19.)
- 마더 (출연 : 정현수, 안정빈, 안시우, 박광수) (2012.03.24. ~ 2012.09.22.)
- 선수촌 (출연 : 김한배, 김용석, 이방용, 최기영) (2012.04.14. ~ 2012.05.26.)
- 면회 (출연 : 박광수, 류용현, 서기원, 강성범, 현병수) (2012.04.14. ~ 2012.07.07.)
- 짝 (출연 : 신동수, 정민규, 안정빈, 임준혁, 최재민, 김승혜, 최은희) (2012.04.21. ~ 2012.12.01.)
- 왜 그래? (출연 : 박준형, 백승훈, 신흥재, 한명진, 유한결, 서금천) (2012.04.28. ~ 2012.07.14.)
- 엄마의 무릎팍 (출연 : 이서현, 이은호, 이종규) (2012.06.02. ~ 2012.08.18.)
- 미안한데 (출연 : 정현수, 홍현희, 남효나, 조상아, 김승혜, 안시우, 이은형, 김혜경) (2012.06.02. ~ 2013.02.16.)
- 쿨한 남친 (출연 : 장홍제, 김승혜, 고은영, 이준형, 정민규, 이종규) (2012.06.23. ~ 2012.12.22.)
- 남자 둘 (출연 : 황영진, 장유환, 이은형, 고은영, 강아라, 고효심) (2012.06.30. ~ 2012.09.22.)
- 화성인 가족 (출연 : 안시우, 손민혁, 이은형, 김민기) (2012.07.21. ~ 2012.09.08.)
- 관심 좀 갖자 (출연 : 장유환, 김진곤, 임준빈) (2012.09.01. ~ 2012.09.22.)
- 서커스 매직 유랑단 (출연 : 한병준, 김성기, 김민기, 홍윤화) (2012.09.15. ~ 2012.12.01.)
- 쇼 미더 개그 (출연 : 홍동명, 안시우, 임준빈, 장슬기, 정민규, 김승혜, 신찬미, 최은희, 강아라, 안정빈, 임준혁, 이종규 외) (2012.09.15. ~ 2012.12.22.)
- 재밌게 사는 법 (출연 : 한병준, 김건영, 장슬기) (2012.09.22. ~ 2012.09.22.)
- 티 많이 납니까 (출연 : 김정환, 최백선, 장슬기, 이성호) (2012.09.22. ~ 2012.10.27.)
- 정현수의 행쇼 (출연 : 정현수, 안시우 외) (2012.10.20. ~ 2012.12.22.)
- 만화톡 (출연 : 정용국, 박광수, 류용현, 김원구, 양철수) (2012.10.27. ~ 2012.10.27.)
- 응애 베이비 (출연 : 손민혁, 서기원, 박경림) (2012.11.03. ~ 2013.01.12.)
- 응애 유치원 (출연 : 손민혁, 서기원, 홍현희, 이경분) (2013.01.19. ~ 2013.04.06.)
- 사과나무 (출연 : 강재준, 이은형, 박시온, 이병선, 김진곤) (2012.11.03. ~ 2013.01.12.)
- 뻔데기 펀 청춘해결사 (출연 : 신흥재, 조승구, 홍동명, 김승진, 김원구) (2012.11.03. ~ 2013.01.05.)
- 대한민국 1% (출연 : 백승훈, 신흥재, 임준빈, 서금천) (2012.11.24. ~ 2012.12.01.)
- 리쌈 (출연 : 안시우, 임준빈, 장슬기) (2013.01.05. ~ 2013.01.19.)
- 인생은 아름다워 (출연 : 전영중, 김정환, 최백선, 김승혜, 김승진) (2012.12.15. ~ 2013.01.26.)
- CEO들 (출연 : 이준형, 장홍제, 정민규) (2013.01.05. ~ 2013.01.12.)
- 연극동아리 딴따라 (출연 : 남호연, 김정환, 최백선, 홍윤화) (2013.01.19. ~ 2013.02.02.)
- 언중유골 (출연 : 정현수, 안시우, 박민영) (2013.02.16. ~ 2013.02.23.)
- 언쟁호투 (출연 : 정현수, 안시우, 김승혜) (2013.03.02. ~ 2013.03.02.)
- 수간호사 (출연 : 장슬기, 서기원, 김원구) (2013.03.02. ~ 2013.03.16.)
- 술이야 (출연 : 박영재, 홍동명, 이은호, 안정빈) (2013.01.05. ~ 2013.04.06.)
- 용선생 (출연 : 김용명, 김민기) (2012.10.06. ~ 2013.04.06.)
- 연관검색어 (출연 : 정용국, 김원구, 김민제) (2012.12.15. ~ 2013.04.06.)
- 팬클럽 (출연 : 남호연, 김영) (2013.01.05. ~ 2013.04.06.)
- 민기는 괴로워 (출연 : 김민기, 홍윤화) (2013.01.05. ~ 2013.04.06.)
- 종규 삼촌 (출연 : 이종규, 박지현, 강아라) (2013.01.19. ~ 2013.03.23.)
- 개투제라블 (출연 : 남호연, 최백선, 김정환, 김원구, 박영재) (2013.02.16. ~ 2013.04.06.)
- 이러고 싶다 (출연 : 김성기, 한병준, 김건영) (2013.03.02. ~ 2013.04.06.)
- 라이징 스타 (출연 : 장홍제, 임준혁, 이준형, 최재민) (2013.03.23. ~ 2013.04.06.)
- 비교 충격 (출연 : 엄승백, 박상철, 김건영, 이은형, 김승혜, 김성기, 고은영 외) (2013.03.23. ~ 2013.04.06.)
- 해피하우스 (출연 : 권성호, 천예원, 이준형, 최수락) (2013.03.30. ~ 2013.04.06.)